# Fenestella barrisi
Fenestella barrisi is een mosdiertjessoort uit de familie van de Fenestellidae. De wetenschappelijke naam van de soort is voor het eerst geldig gepubliceerd in 1940 door McNair.